# 4029 Bridges
Bridges (asteróide 4029) é um asteróide da cintura principal, a 2,1899432 UA. Possui uma excentricidade de 0,1326954 e um período orbital de 1 465,5 dias (4,01 anos).
Bridges tem uma velocidade orbital média de 18,74399425 km/s e uma inclinação de 5,44128º.
Este asteróide foi descoberto em 24 de Maio de 1982 por Carolyn Shoemaker.